# Uriel Weinreich
Pour les articles homonymes, voir Uriel (homonymie).
Pour les articles homonymes, voir Weinreich.
Uriel Weinreich est un linguiste américain né à Wilno (auj. Vilnius) en 1926 et mort à New York en 1967. Il est le fils du linguiste Max Weinreich et est l'auteur de nombreux ouvrages sur le yiddish et la culture ashkénaze, ainsi que sur la dialectologie, le bilinguisme et la sémantique.

## Œuvres
- College Yiddish: An Introduction to the Yiddish Language and to Jewish Life and Culture (1949)
- Languages in Contact: Findings and Problems (1953)
- Say It In Yiddish: A Phrase Book for Travelers (1958)
- Modern english-yidish yidish-english verterbukh